# Edward Acquah
Pour les articles homonymes, voir Acquah.
Edward Acquah (23 juillet 1935 – 5 octobre 2011) est un footballeur ghanéen des années 1950 et 1960. Il évoluait au poste d'attaquant.

## Biographie
Edward Acquah est international ghanéen et dispute une CAN remportée en 1963, avec 4 buts dont deux buts en finale,. Il dispute également une olympiade (Jeux olympiques 1964, quart-de-finaliste).
En club, il joue en faveur de l'équipe ghanéenne des Eleven Wise.

## Palmarès
- Vainqueur de la Coupe d'Afrique des nations 1963 avec le Ghana
- Finaliste de la Coupe d'Afrique des nations 1968 et de la Coupe d'Afrique des nations 1970 avec le Ghana
- Champion du Ghana en 1960 avec Eleven Wise